# Gemeinde Skënderaj
Die Gemeinde Skënderaj (albanisch Komuna e Skënderajt, serbisch Општина Србица Opština Srbica) ist eine Gemeinde im Kosovo. Sie liegt im Bezirk Mitrovica. Verwaltungssitz ist die Stadt Skënderaj.

## Geographie
Die Gemeinde Skënderaj befindet sich im Zentrum des Kosovo. Im Südosten grenzt die Gemeinde an die Gemeinde Drenas, im Südwesten an die Gemeinde Klina, im Nordosten an Vushtrria und Mitrovica sowie im Norden an Zubin Potok und im Nordwesten an die Gemeinde Istog. Die Fläche beträgt 378 km². Zusammen mit den Gemeinden Mitrovica Nord und Süd, Vushtrri, Leposavić, Zubin Potok und Zvečan bildet die Gemeinde den Bezirk Mitrovica.

## Bevölkerung
Die Volkszählung aus dem Jahr 2011 ergab für die Gemeinde Skënderaj eine Einwohnerzahl von 50.858, davon bezeichneten sich 50.685 (99,66 %) als Albaner, 50 als Serben, 42 als Bosniaken, 11 als Aschkali oder Balkan-Ägypter und 6 als Angehörige anderer Nationalitäten.
50.704 deklarierten sich als Muslime, 52 als Orthodoxe, 7 Personen gaben an, römisch-katholisch zu sein, 24 gaben keine Antwort oder waren konfessionslos.
| Zensus    | 1948   | 1953   | 1961   | 1971   | 1981   | 1991   | 2011   |
| --------- | ------ | ------ | ------ | ------ | ------ | ------ | ------ |
| Einwohner | 23.774 | 26.166 | 30.308 | 36.650 | 46.927 | 55.471 | 50.858 |

| Ethnie    | Albaner | Serben | Türken | Bosniaken | Aschkali | Balkan-Ägypter | Andere | Unbekannt | Antwort verweigert |
| --------- | ------- | ------ | ------ | --------- | -------- | -------------- | ------ | --------- | ------------------ |
| Einwohner | 50.685  | 50     | 1      | 42        | 10       | 1              | 5      | 60        | 4                  |

| Religion  | Muslime | Orthodoxe | Katholiken | Konfessionslose | Andere | Unbekannt | Antwort verweigert |
| --------- | ------- | --------- | ---------- | --------------- | ------ | --------- | ------------------ |
| Einwohner | 50.704  | 52        | 7          | 5               | 8      | 63        | 19                 |

## Administration und Politik

### Legislative
Der Gemeinderat (albanisch Kuvendi i Komunës, serbisch Скупштина општине Skupština opštine) übernimmt legislative Funktionen und muss unter anderem über den Haushaltsplan abstimmen. Er besteht in Skënderaj laut Statut aus 31 Mitgliedern. 26 davon gehören der  Partia Demokratike e Kosovës (PDK) an, die im zentralen Kosovo ihre größten Hochburgen hat. Drei Gemeinderäte sind Mitglieder der Lidhja Demokratike e Dardanisë (LDD) und je einer gehört der Aleanca Kosova e Re (AKR) bzw. der Lidhja Demokratike e Kosovës (LDK) an.

### Exekutive
Seit den letzten Kommunalwahlen von 2017 ist Bekim Jashari (unabhängig) Bürgermeister.

## Orte
| Albanisch         | Serbisch       | Einwohnerzahl (Volkszählung 2011) |
| ----------------- | -------------- | --------------------------------- |
| Abria e Poshtme   | Donje Obrinje  | 1639                              |
| Açareva           | Ovčarevo       | 1258                              |
| Baja              | Banja          | 340                               |
| Baks              | Baks           | 991                               |
| Buroja            | Broćna         | 1716                              |
| Çirez             | Ćirez          | 1015                              |
| Çitak             | Čitak          | 518                               |
| Çubrel            | Čubrelj        | 1065                              |
| Dashec            | Doševac        | 197                               |
| Izbica            | Izbica         | 501                               |
| Klina e Epërme    | Gornja Klina   | 1719                              |
| Klina e Mesme     | Srednja Klina  | 897                               |
| Klina e Poshtme   | Donja Klina    | 1927                              |
| Klladërnica       | Kladernica     | 1646                              |
| Kopiliq i Epërm   | Gornji Obilić  | 599                               |
| Kopiliq i Poshtëm | Donji Obilić   | 1145                              |
| Kostërc           | Kostrc         | 669                               |
| Kotorr            | Kotore         | 279                               |
| Kozhica           | Kožica         | 478                               |
| Krasaliq          | Krasalić       | 308                               |
| Krasmiroc         | Krasmirovac    | 215                               |
| Kryshec           | Kruševac       | 504                               |
| Kuçica            | Kućica         | 547                               |
| Leçina            | Leočina        | 941                               |
| Likoc             | Likovac        | 1175                              |
| Llausha           | Lauša          | 2744                              |
| Lubavec           | Ljubovac       | 754                               |
| Makërmal          | Makrmalj       | 692                               |
| Marina            | Marina         | 562                               |
| Mikushnica        | Mikušnica      | 643                               |
| Murga             | Murga          | 255                               |
| Pemishta          | Padalište      | 390                               |
| Plluzhina         | Plužina        | 732                               |
| Polaca            | Poljance       | 2701                              |
| Prekaz i Epërm    | Gornje Prekaze | 2126                              |
| Prekaz i Poshtëm  | Donje Prekaze  | 1091                              |
| Prelloc           | Prelovac       | 302                               |
| Radisheva         | Radiševo       | 129                               |
| Rakinica          | Rakitnica      | 774                               |
| Rezalla           | Rezala         | 1878                              |
| Runik             | Rudnik         | 1586                              |
| Skënderaj         | Srbica         | 6612                              |
| Syrigana          | Suvo Grlo      | 308                               |
| Tërnac            | Trnavce        | 650                               |
| Tica              | Tica           | 543                               |
| Turiçec           | Turićevac      | 557                               |
| Tushila           | Tušilje        | 420                               |
| Vajnik            | Voćnjak        | 1565                              |
| Vitak             | Vitak          | 555                               |